# Iglesia de Nuestra Señora de Ardilliers (Miquelón)
La Iglesia de Nuestra Señora de Ardilliers (en francés: Église Notre-Dame-des-Ardilliers de Miquelon) es una iglesia católica ubicada en Miquelon-Langlade, en el archipiélago de San Pedro y Miquelón un territorio dependiente de Francia en el Océano Atlántico Norte.
La iglesia se encuentra en el pueblo de Miquelón, concretamente al norte de la ciudad en la isla de Miquelón. Fue construida cerca del puerto.
La iglesia es de planta rectangular. Está coronada con un techo a dos aguas. Fue completamente construida de madera.
El Frontón de la iglesia está rematado con un campanario.
El edificio actual fue construido entre 1862 y 1865 para sustituir a la primera iglesia del archipiélago, que estaba en mal estado. Inaugurada en 1865, la iglesia se llama así en homenaje al padre Ardilliers y su hermana, monja en Notre-Dame-des-Ardilliers en Saumur que consiguió algunos de los fondos necesarios para construir la primera iglesia en Miquelón.
A principios del siglo XX, la iglesia se consolidó definitivamente.